# Bezzia bicolor
Bezzia bicolor är en tvåvingeart som först beskrevs av Johann Wilhelm Meigen 1804.  Bezzia bicolor ingår i släktet Bezzia och familjen svidknott. Inga underarter finns listade i Catalogue of Life.